# Cătină de garduri
Cătina de garduri (Lycium barbarum, Lycium chinense) este numele comun a două specii foarte apropiate din genul Lycium. Mai este cunoscută și sub numele de goji. Această plantă perenă lemnoasă face parte din familia Solanaceae.

## Varietăți Goji
Există două varietăți de Goji:
- Goji Chinezesc (Lycium Chinense)
- Goji Tibetan (Lycium Barbarum)

Și două varietăți Românești acreditate și aclimatizate:
- Goji Românesc "Kronstadt" [1]
- Goji Românesc "Anto" [2]

## Caracteristici
Înățimea acestui arbust poate atinge 2–4 m. Ramurile sale, deseori spinoase, atârnă arcuite și poartă frunze lungi, lanceolate sau ovale, de culoare verde-gri. Ele au o lungime de 3–6 cm și sunt fie singulare, dispuse alternativ opus, fie grupate în fascicule de până la trei.
Cătina de garduri înflorește din iunie până în august. Inflorescența este compusă dintr-una sau mai multe flori, liliachii sau violete, grupate pe un pedicel de 1–2cm. Florile, a căror corolă de aproximativ de 8–10mm prezintă cinci petale, au formă de pâlnie și sunt hermafrodite.
Fructul cărnos, roșu sau portocaliu este o bacă, lunguiață sau ovoidă, de 1–2 cm. Perioada de maturație este din august până în noiembrie, în funcție de climat. Fructele conțin 4-20 semințe sferice, maronii, care sunt răspândite de păsări.

## Origine și arie de răspândire
Nu se cunoaște cu precizie originea cătinei de garduri, habitatul său natural se găsește între Europa de sud-est și Asia de sud-vest. Una din zonele specifice de răspândire este Ningxia din China, de unde Lycium s-a răspândit ca plantă de cultură în întreaga Asie, în Europa, America de nord, Africa de nord și Australia respectiv Noua Zeelandă.

## Cultivare și utilizare

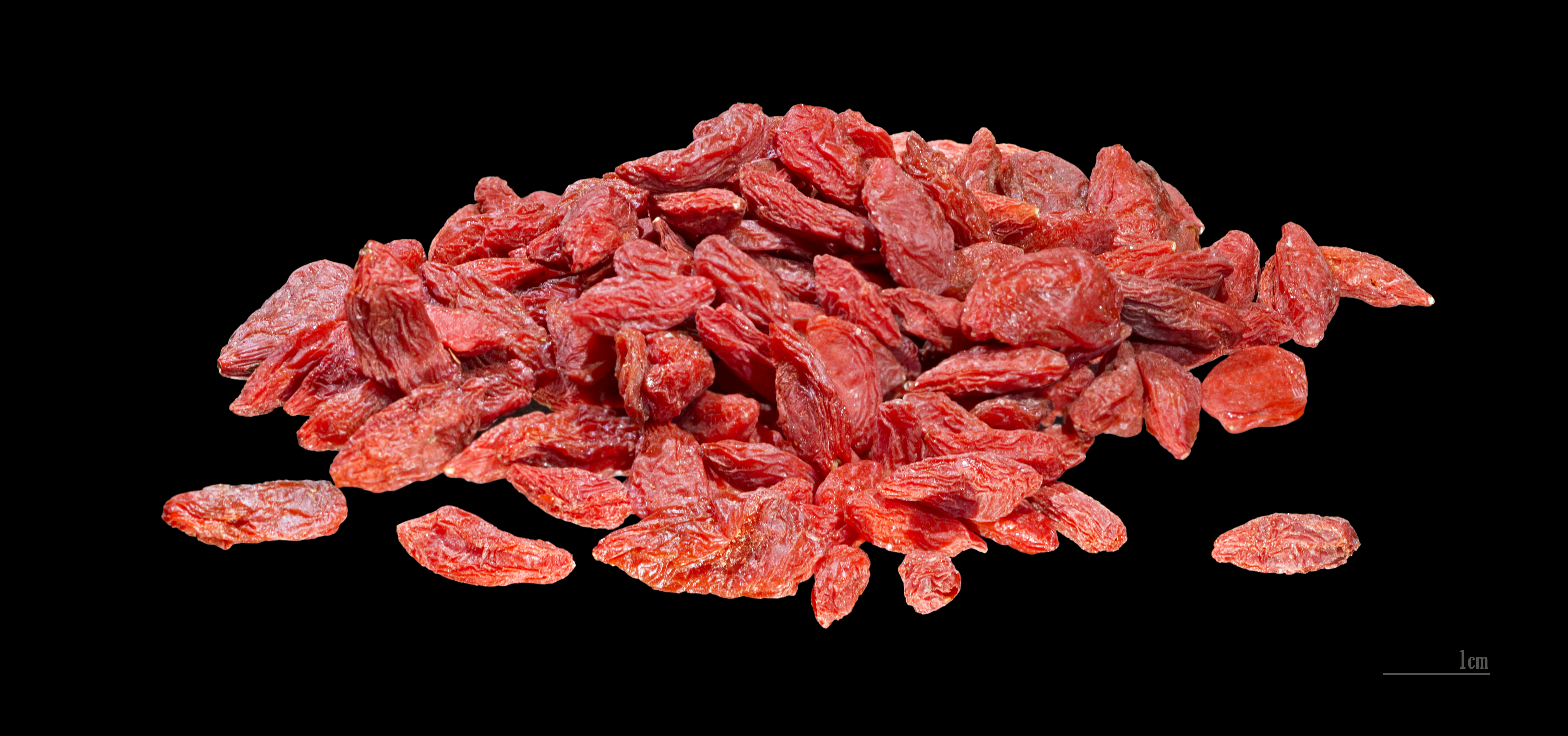
Lycium chinense

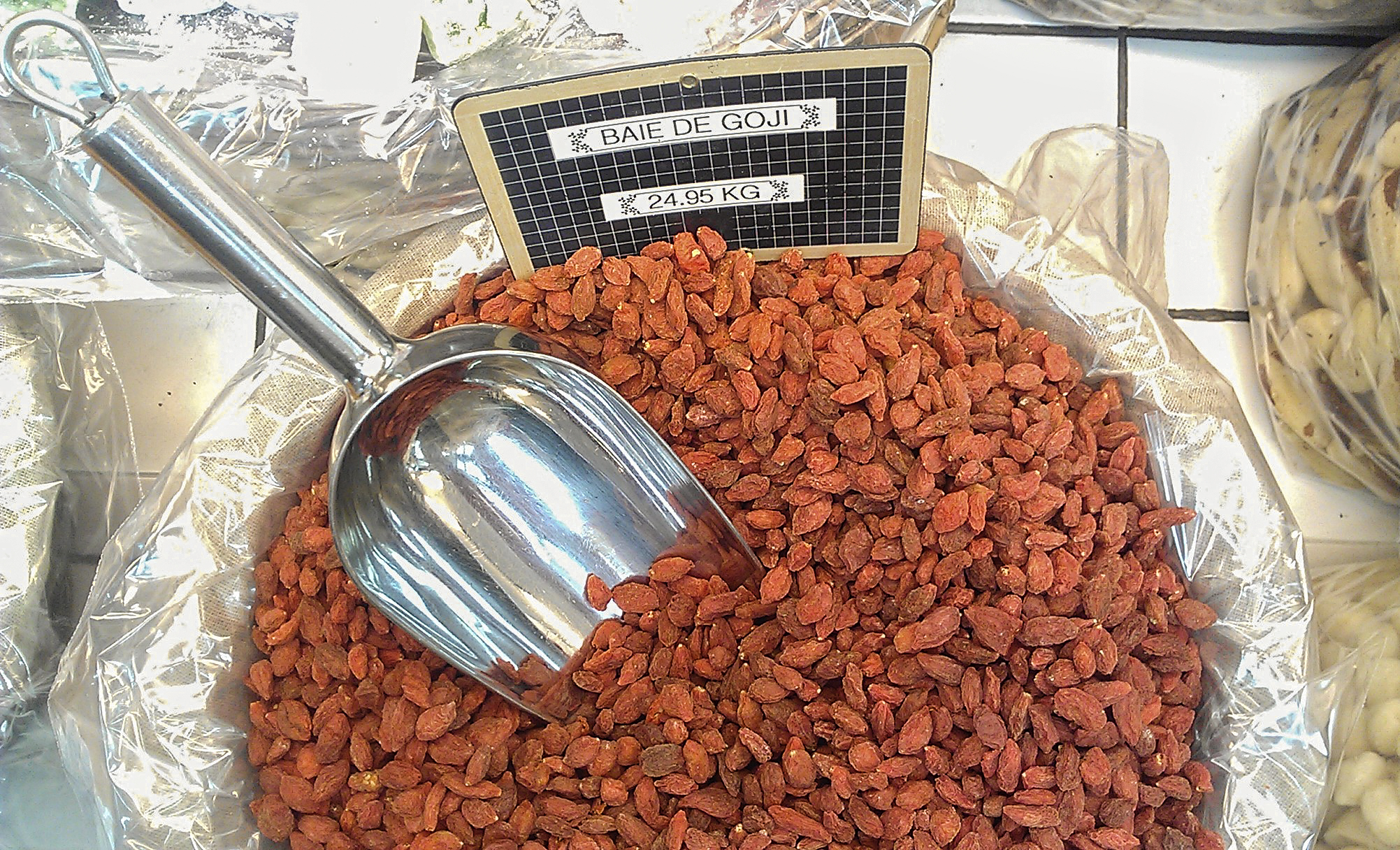
Fructele Goji uscate

În prezent planta este cultivată în multe regiuni ale lumii, precum și în România, la Codlea, Brașov unde se cultivă goji organic pe o suprafață de 3.5 hectare, și unde se află și o pepinieră de soiuri de goji Românesc.
Medicina tradițională chinezească utilizează fructul de peste 2000 de ani. Proprietățile sale terapeutice erau cunoscute probabil și mai devreme, după cum indică asocierea plantei în folclorul chinezesc cu primul împărat al Chinei, Shen Nung, părinte al agriculturii și cunoscător al plantelor medicinale, care a trăit în jur de 2800 î.e.n.   
De la începutul secolului 21 fructul cătinii de gard, sub numele comercial de goji, a cunoscut o apreciere și cerere crescândă atât în S.U.A. cât și în multe alte state dezvoltate. De curând, a apărut și o gamă foarte largă de produse de consum pe bază de goji, care să alimenteze această cerere.
Cercetătorul Emilio Martínez de Victoria de la Universitatea din Granada a studiat în 2010 fructul și a ajuns la concluzia că în timp ce este sănătos, nu este cu nimic superior fructelor și legumelor obișnuite. Însă studii mai recente arată că fructul de goji ajută chiar și la echilibrarea nivelului insulinei și glucozei din corp, astfel dovedindu-i beneficiile reale. 